# Crudia spicata
Crudia spicata là một loài thực vật có hoa trong họ Đậu. Loài này được (Aubl.) Willd. miêu tả khoa học đầu tiên.

## Hình ảnh

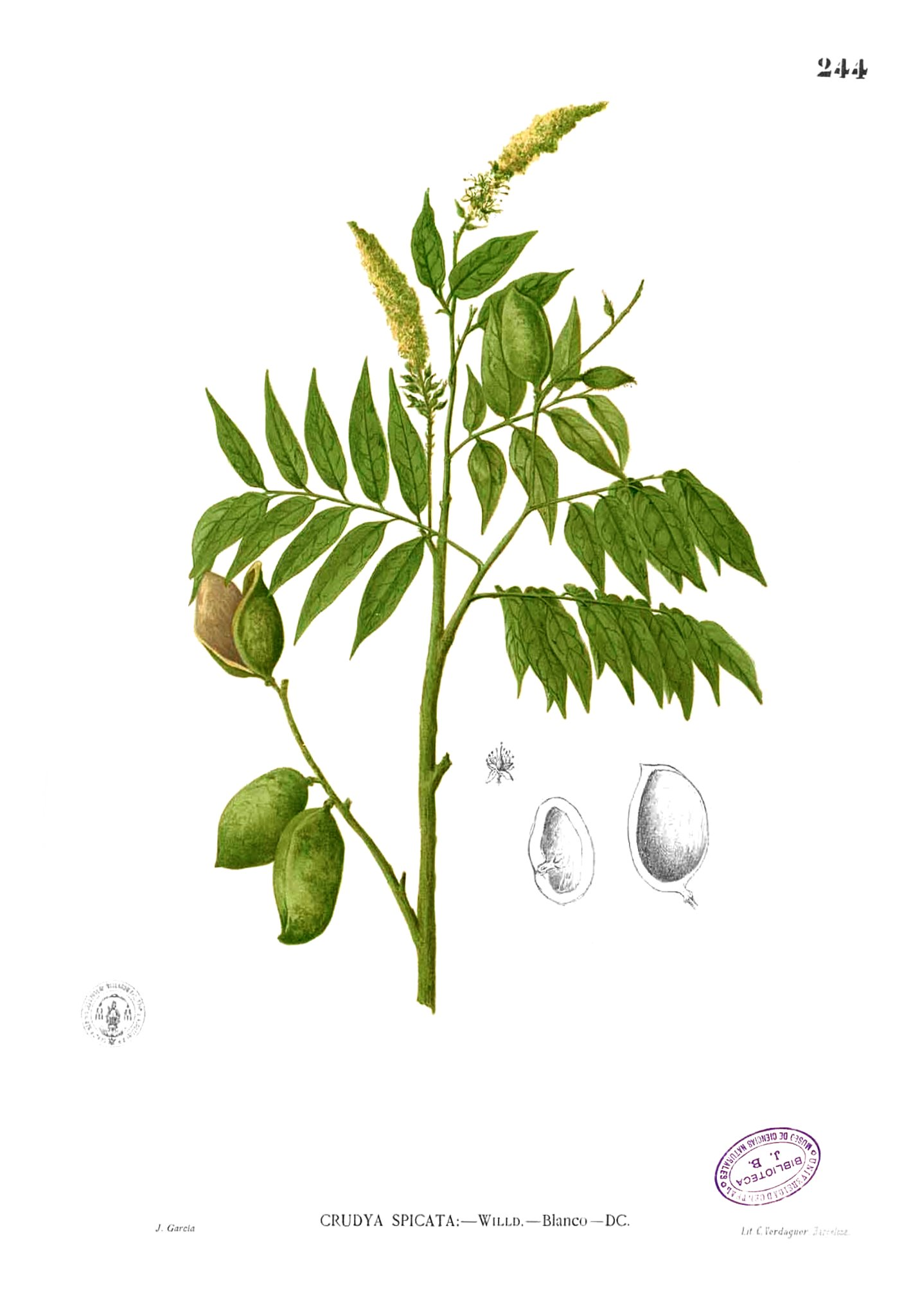
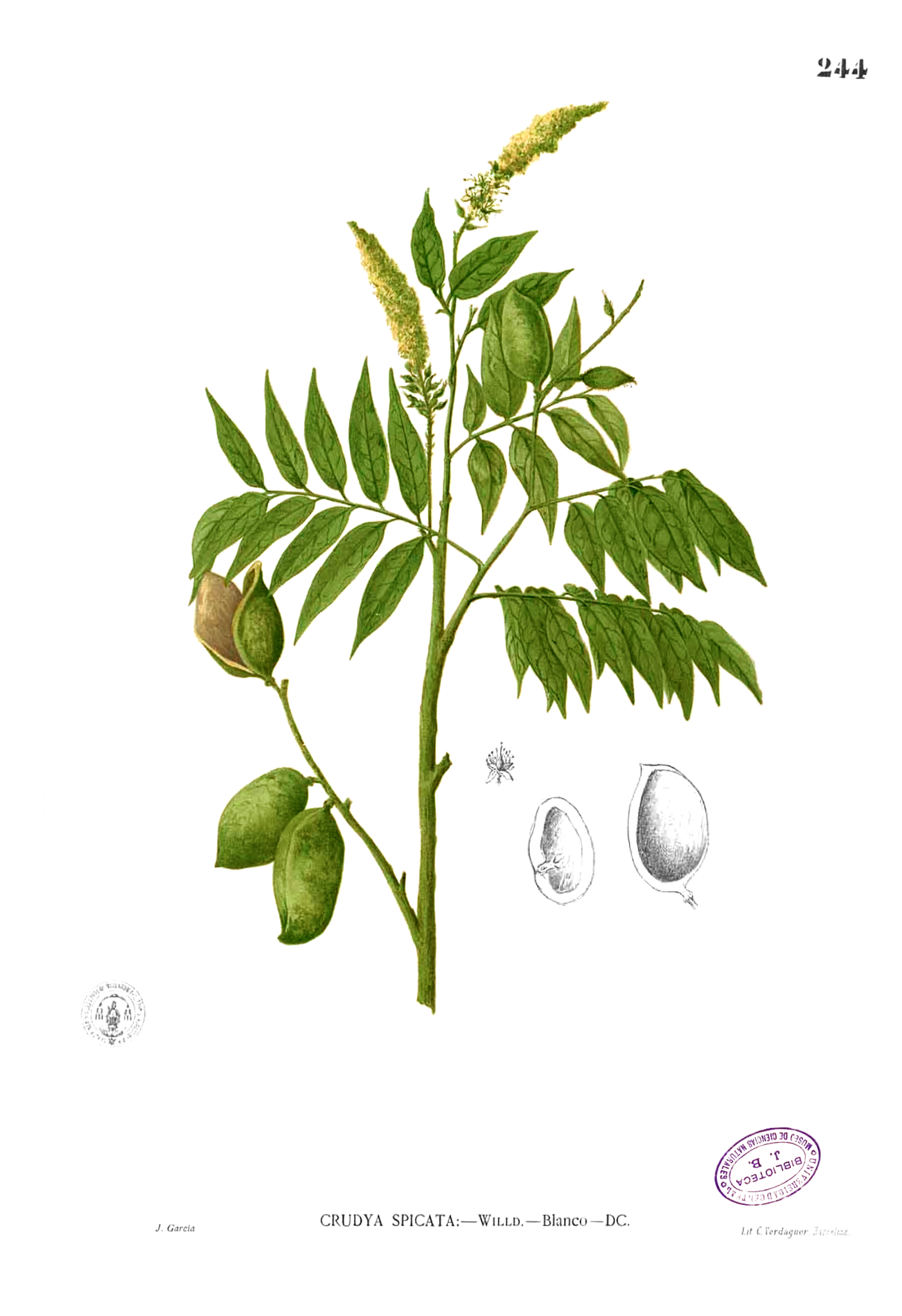